# Harishpur
Harishpur is een census town in het district Paschim Bardhaman van de Indiase staat West-Bengalen.

## Demografie
Volgens de Indiase volkstelling van 2001 wonen er 8.401 mensen in Harishpur, waarvan 55% mannelijk en 45% vrouwelijk is. De plaats heeft een alfabetiseringsgraad van 57%.